# Найденко, Валентин Васильевич
Валенти́н Васи́льевич Найде́нко (7 декабря 1938 — 20 октября 2005) — советский и российский учёный, доктор технических наук, заслуженный деятель науки и техники РСФСР, почётный гражданин Нижнего Новгорода, академик РААСН, ректор Нижегородского государственного архитектурно-строительного университета.

## Биография
В. В. Найденко родился 7 декабря 1938 года в Киевской области в семье сельского учителя. После окончания Туркменского государственного университета им. А. М. Горького в 1961 году начал работать в городе Горьком в Проектном технологическом и научно-исследовательском институте (ПТНИИ).
В 1964 году перешёл работать ассистентом в Горьковский инженерно-строительный институт имени В. П. Чкалова. В 1967 году Найденко защитил кандидатскую диссертацию, в 1976 году — докторскую диссертацию. В 1978 году ему было присвоено учёное звание профессора. В 1976 году В. В. Найденко был избран на должность заведующего кафедрой водоснабжения и водоотведения ГИСИ. С 1997 года он возглавлял международную кафедру ЮНЕСКО. С 1982 года по 1987 год В. В. Найденко был проректором ННГАСУ по учебной работе. В 1987 году был избран ректором университета и работал в этой должности до кончины. В 1994 году он был избран действительным членом Российской академии архитектуры и строительных наук.
Основное направление научной деятельности — инженерная экология, создание высокоэффективной техники и технологий в области рационального использования и охраны водных ресурсов. В. В. Найденко создана научная школа в области инженерной экологии, им было подготовлен 41 кандидат и 5 докторов наук.
В. В. Найденко был крупным учёным, организатором ряда федеральных и международных научных программ. Круг его научных интересов включал проблемы архитектуры, строительных наук, градостроительства, экологии, реформы отечественного образования. Под его научным руководством реализовалась федеральная программа «Возрождение Волги», ряд международных проектов. Один из инициаторов возрождения разрушенных храмов, совместно с коллегами и учениками по старинным рисунками или фотографиями начала XX века, восстанавливал архитектурные проекты полностью или частично разрушенных церквей и соборов.
В нашей стране и за рубежом им было опубликовано 467 научных работ, новые научно-технические решения защищены 110 авторскими свидетельствами на изобретение и патентами.

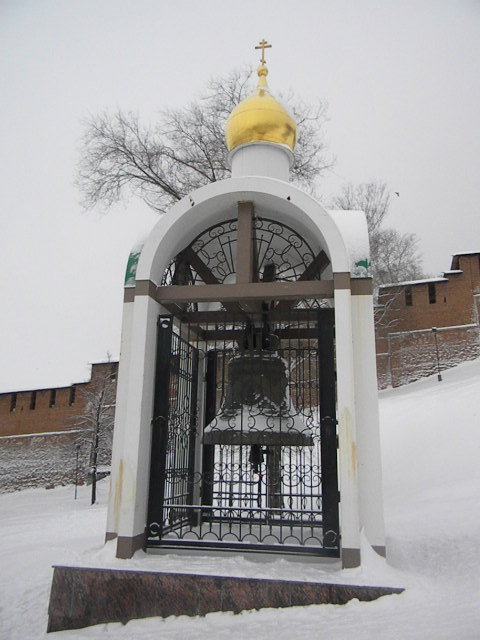
Набатная часовня

В 2007 году на Бугровском кладбище открыт памятник, представляющий собой раскрытую книгу, на левой странице которой изображена часовня с набатным колоколом. Последней работой Валентина Найденко является звонница, установленная на площади Народного единства.

## Награды
- Орден «За заслуги перед Отечеством» IV степени (10 декабря 1998) — за заслуги перед государством, высокие достижения в производственной деятельности и большой вклад в укрепление дружбы и сотрудничества между народами[4]
- Орден Почёта (10 ноября 1995) — за заслуги перед государством и многолетний добросовестный труд[5]
- Орден «Звезда Вернадского» (Международный межакадемический союз)
- Премия Правительства Российской Федерации в области науки и техники 1996 года (14 февраля 1997)[6]
- Премия Совета Министров СССР (1987)
- Заслуженный деятель науки и техники РСФСР (1988)